# José Morote y Greus
José Morote y Greus fou un advocat i polític valencià del primer quart del segle xx, germà de Lluís Morote i Greus. Fou diputat i governador civil de Barcelona.
Llicenciat en dret a la Universitat de València, fou catedràtic a la mateixa universitat.
Fou elegit diputat del Partit Liberal Fusionista pel districte de Huéscar (província de Granada) a les eleccions generals espanyoles de 1910, 1914, 1916, 1918 i 1919, i pel del Puerto de Santa María a les eleccions generals espanyoles de 1923. Fou governador civil de Barcelona de gener a maig de 1917. En 1920 va participar en la defensa de les reivindicacions dels camperols del Soto de Roma, a Fuente Vaqueros.